# اچ‌ام‌اس نیوجرسی (۱۶۸۷)
اچ‌ام‌اس نیوجرسی (۱۶۸۷) (به انگلیسی: HMS Deptford (1687)) یک کشتی بود که طول آن ۱۲۵ فوت (۳۸٫۱ متر) بود.